# Грейсмонт (Оклахома)
Грейсмонт (англ. Gracemont) — місто (англ. town) в США, в окрузі Каддо штату Оклахома. Населення — 279 осіб (2020).

## Географія
Грейсмонт розташований за координатами 35°11′16″ пн. ш. 98°15′26″ зх. д. / 35.18778° пн. ш. 98.25722° зх. д. (35.187763, -98.257109).  За даними Бюро перепису населення США в 2010 році місто мало площу 0,39 км², уся площа — суходіл.

## Демографія
Згідно з переписом 2010 року, у місті мешкало 318 осіб у 135 домогосподарствах у складі 75 родин. Густота населення становила 816 осіб/км².  Було 172 помешкання (441/км²).
Расовий склад населення:
| - 75,8 % — білих - 13,8 % — корінних американців - 0,6 % — чорних або афроамериканців - 0,3 % — азіатів - 2,5 % — осіб інших рас |

До двох чи більше рас належало 6,9 %. Частка іспаномовних становила 6,0 % від усіх жителів.
За віковим діапазоном населення розподілялося таким чином: 26,7 % — особи молодші 18 років, 54,1 % — особи у віці 18—64 років, 19,2 % — особи у віці 65 років та старші. Медіана віку мешканця становила 37,1 року. На 100 осіб жіночої статі у місті припадало 95,1 чоловіків;  на 100 жінок у віці від 18 років та старших — 83,5 чоловіків також старших 18 років.
Середній дохід на одне домашнє господарство  становив 37 775 доларів США (медіана — 29 219), а середній дохід на одну сім'ю — 41 702 долари (медіана — 29 167). Медіана доходів становила 35 625 доларів для чоловіків та 26 458 доларів для жінок. За межею бідності перебувало 18,7 % осіб, у тому числі 34,5 % дітей у віці до 18 років та 2,6 % осіб у віці 65 років та старших.
Цивільне працевлаштоване населення становило 92 особи. Основні галузі зайнятості: освіта, охорона здоров'я та соціальна допомога — 30,4 %, публічна адміністрація — 14,1 %, мистецтво, розваги та відпочинок — 10,9 %.